# Luis de la Rosa (político)
José Luis Antonio de Santa Rita de la Rosa y Oteiza (Pinos, Zacatecas, Nueva España, Imperio Español; 23 de mayo de 1804-México, 2 de septiembre de 1856), conocido como Luis de la Rosa, fue un político mexicano.
Comenzó su vida pública llamado por la necesidad personal de apoyar los principios que sostenía el Partido Liberal, siendo el periodismo la principal herramienta de difusión que utilizó. A los escasos veinticuatro años de edad, de la Rosa pasó a ser miembro del gabinete del gobernador de Zacatecas, Francisco García Salinas, para el periodo de gobierno de 1828-1834, siendo diputado del Congreso del Estado. Fue un abierto defensor del sistema federal y opositor del sistema centralista.
Para el año de 1833 fue elegido como diputado al Congreso Nacional. En el año de 1841 se trasladó a la Ciudad de México para manifestar su oposición al regreso al poder de Antonio López de Santa Anna. Fue elegido por el presidente José Joaquín de Herrera como ministro de Hacienda en 1845, y como Ministro Plenipotenciario en 1848. Fue gobernador de Puebla,  y fue diputado en el Congreso Constituyente de 1856. Además, trabajó como periodista para varias revistas y periódicos. Debido a su trascendencia en el ámbito político, llegó a ser candidato a la presidencia de México al lado del general Mariano Arista.

## Primeros años de vida
Luis de la Rosa Oteiza nació en el municipio de Pinos, Zacatecas, el 23 de mayo de 1804. Sus padres fueron José Vicente de la Rosa y María Antonia Oteiza. Tuvo una infancia acompañada de comodidades económicas, pues su padre era propietario de varias haciendas de campo. Realizó sus estudios de educación primaria en el mismo municipio del que es oriundo, para posteriormente ingresar al colegio de San Luis Gonzaga de Zacatecas, en donde pretendía estudiar la licenciatura en Derecho, la cual no logra terminar. Con la finalidad de obtener el título de abogado, pide al Congreso y al Gobierno del Estado que le sea concedido dicho nombramiento, siendo otorgada su petición el 15 de noviembre de 1824, con la cual será capaz de ejercer su vida profesional como abogado. 

## Inicios de su vida profesional
Luego de haber obtenido el título de abogado, Luis de la Rosa se trasladó a la ciudad de Guadalajara. Es en esa entidad en donde comienza a analizar a profundidad los principios sostenidos por el Partido Liberal, y es también ahí donde se decide a participar en la vida pública del país. Sus primeros pasos en la vida política los dio desde el periodismo, escribiendo en las columnas de distintos periódicos, entre los cuales destacan “La Estrella Popular” y “El Fantasma”, con la finalidad de difundir los principios liberales de los cuales era defensor, sus ideas y sus inquietudes.
Cuando fue elegido gobernador de Zacatecas Francisco García Salinas, posteriormente denominado con el célebre nombre de “Tata Pachito”, para el periodo de gobierno de 1828-1834, Luis de la Rosa regresa a su estado natal, cuando contaba con apenas veinticuatro años de edad, invitado a participar en el gabinete de García Salinas como diputado del Congreso del Estado. De esta manera, su formación administrativa comenzó. Siendo el gobernador del Estado un fuerte defensor del sistema federal, lo que impulsó a que Zacatecas fuera de las primeras entidades en adoptar este tipo de gobierno, de la Rosa defendió con gusto la ideología federal que en su Estado se buscaba practicar. 

## Vida política nacional
A partir de que Luis de la Rosa fue diputado por el estado de Zacatecas, estuvo presente su nombre en la vida de Antonio López de Santa Anna, pues de la Rosa se hizo notar gracias a su fervorosa creencia en el sistema federal y a su abierta oposición al sistema centralista, factores que no concordaban con la forma de pensar de Santa Anna y que podían representar obstáculos para sus fines, por lo que llega a considerarlo un adversario. 
En marzo de 1833, de la Rosa fue elegido diputado para el Congreso Nacional. Más adelante, ya en el año de 1841, tras ser derrotado el general Anastasio Bustamante frente a un trabajo conjunto del general Mariano Paredes y de Antonio López de Santa Anna, la posibilidad de que este último regresara al poder era latente, y siendo Luis de la Rosa un fiel defensor de la democracia, decide participar de manera activa en la oposición liberal, causa por la que se traslada a la Ciudad de México a manifestar sus ideas. Así, con el propósito principal de escribir en contra de la dictadura de Santa Anna, busca y logra ser aceptado en el periódico capitalista “El Siglo XIX”, fundado en ese mismo año por el editor Ignacio Cumplido. En el periódico trabaja con los editores y amigos Bautista Morales, Manuel Gómez Pedraza y Mariano Otero. 
En su afanada búsqueda por apoyar al federalismo y por lo que el consideraba las mejores vías para el progreso de la República, escribe varios artículos no solamente para “El Siglo XIX”, sino también en las columnas de “El Gallo Pitagórico” y “El Museo Mexicano”. También, con ese mismo objetivo, de la Rosa forma parte del grupo que se hizo llamar “decembrista”, y se involucra en una lucha ideológica en contra de la dictadura del que sería once veces presidente, que se extendió desde su traslado a la Ciudad de México en el año de 1841 hasta 1844, año en el que el pueblo y las autoridades finalmente terminan desconociendo a Santa Anna como presidente, siendo destituido el 6 de diciembre de 1844, trasladado al Castillo de Perote y finalmente desterrado a Cuba. 
Luego del destierro de Santa Anna, Luis de la Rosa ganó reconocimiento y privilegio político importante, gracias al cual el presidente José Joaquín de Herrera lo nombró ministro de Hacienda en marzo de 1845, puesto en el que buscó cubrir los gastos que se enfrentaban por la guerra contra los Estados Unidos y establecer acuerdos con los acreedores de la deuda. Para el siguiente año, fue nombrado ministro del Consejo de Estado por el presidente José Mariano Salas. Posteriormente, a finales de 1846, el presidente Valentín Gómez Farías regresó a Antonio López de Santa Anna para que encabezara la defensa de México en la guerra contra Estados Unidos.   
En el año de 1847, cuando la intervención estadounidense tuvo lugar en México, de la Rosa apoyaba el que se hiciese una paz honrosa. Una vez que la invasión había tenido lugar, y el pueblo mexicano se encontraba derrotado y sin un líder nacional, Luis de la Rosa Oteiza se reunió con Manuel de la Peña y Peña en Toluca, en septiembre de 1847, con la finalidad primordial de establecer un gobierno en Querétaro que hiciera la paz con los Estados Unidos. Así, acordaron que Manuel de la Peña y Peña asumiría la presidencia y Luis de la Rosa sería Ministro Universal, es decir, al cargo de todas las dependencias nacionales, por lo que ambos intervinieron en la firma del Tratado de Guadalupe-Hidalgo en el año de 1848.
una vez restablecido el gobierno nacional en la Capital de México, en junio de 1848, fue nombrado en  por el presidente Herrera, ministro Plenipotenciario y Enviado Extraordinario de la República, en Washington. En el año 1850 fue elegido gobernador por los ciudadanos del Estado de Zacatecas, sin embargo no pudo desempeñar el cargo por encontrarse aún en los Estados Unidos. Fue hasta el año de 1852 que regresó a su patria para ver cómo Santa Anna volvió al poder en 1853. Para ese momento, de la Rosa ya poseía un delicado estado de salud, pero a pesar de ello, llegó a ser director de la Escuela de Minería, fue elegido gobernador en la ciudad de Puebla en el año de 1855, cargo que desempeñó por un corto tiempo, pues posteriormente fue nombrado, en ese mismo año, ministro de Relaciones Exteriores por el presidente Ignacio Comonfort.

## Muerte
Murió poco después de ser elegido presidente de la Suprema Corte de Justicia de la Nación en 1856 y fue enterrado en el Panteón de San Fernando, pero en 1998, fue trasladado y sepultado en el Mausoleo de los Hombres Ilustres de Zacatecas de su estado natal.

## Obras
- Memoria sobre el Cultivo del Maíz en México (1846).
- Miscelánea de Escritos Descriptivos (1848).
- Impresiones de un viaje de México en Washington en octubre y noviembre de 1848 (1849).
- Observaciones Sobre Varios Puntos Concernientes a la Administración Pública del Estado de Zacatecas (1851).